# Café Bärs
Café Bärs är ett svenskt humorprogram från 2013, som sändes på Kanal 5. Programmet är en spinoff från programmet Partaj, i vilket det tidigare var en följetong.
Programmet handlar om fyra Hammarbysupportrar som samlas på en pub på Söder för att snacka om fotboll och öl. Det förekommer också olika inslag i programmet såsom "Relationstips med Hasse Hansson", där programledaren Jocke (Johan Petersson) läser upp ett brev och Hasse Hansson besvarar en fråga som ofta handlar om relationsproblem. En återkommande hälsningsfras är "tjääna" som samtliga fyra rollfigurer utbrister i början av varje program.
Ett återkommande inslag handlar om hur Jocke åker ut och jobbar som hantverkare med egen byggfirma, vilket är en parodi på olika TV-program där proffsiga byggare visar hur man gör olika arbeten. Jocke lyckas alltid trassla till det, men fuskar ihop det hela på slutet och säger glatt: ”Sådärja, då går vi hem och fakturerar!”. 
Vinjettmusiken är Janne Svenssons "Hem till Söder".

## Skådespelare
- Johan Petersson som Jocke och Nicke[1]
- Christian Lans som Pedda och Timpa[1]
- Johan Rödin som Pelle och Kimpa[1]
- Andreas Tottie som Hasse Hansson och Janne Jansson[1]
- Ted Åström som Dobben[1]
- Annie Lundin som Edda
- Sofie Rosell som Fiffi Franzén
- Christina Luoma som Ella
- Christine Meltzer som Nettan